# Nomada kusdasi
Nomada kusdasi är en biart som beskrevs av Schwarz 1981. Nomada kusdasi ingår i släktet gökbin, och familjen långtungebin. Inga underarter finns listade i Catalogue of Life.